# Sherisse Laurence
Sherisse Laurence (* in Selkirk, Kanada) ist eine kanadische Sängerin und Moderatorin.

## Leben und Wirken
Von 1978 bis 1983 präsentierte sie beim kanadischen Privatsender CTV die Show Circus. Im Jahr 1986 wurde sie ausgewählt, Luxemburg beim Eurovision Song Contest 1986 in Bergen (Norwegen) zu vertreten. Ihr gelang dabei der dritte Platz mit dem französischsprachigen Chanson L’amour de ma vie. 1988 erschien mit Half a Heart eine englischsprachige Single von ihr.